# L'última pel·lícula
L'última pel·lícula (títol original: છેલ્લો શો; Chhello Show) és una pel·lícula dramàtica sobre el pas a la majoria d'edat en gujarati del 2021 dirigida per Pan Nalin. És protagonitzada per Bhavin Rabari, Bhavesh Shrimali, Richa Meena, Dipen Raval i Paresh Mehta. La pel·lícula es va estrenar al 20è Festival de Cinema de Tribeca el 10 de juny de 2021 i es va estrenar a l'Índia el 14 d'octubre de 2022. S'ha doblat i subtitulat al català.
Aquesta pel·lícula va ser seleccionada com a candidata índia a la millor pel·lícula internacional als 95ns premis Oscar.

## Sinopsi
En Samay (Bhavin Rabari), de nou anys i originari de Chalala, un poble de Saurashtra, passa un estiu sencer veient pel·lícules, des de la cabina de projecció d'un cinema deteriorat, subornant el projeccionista Fazal (Bhavesh Shrimali). Està absolutament hipnotitzat pel cinema i la realització cinematogràfica, fins al punt que decideix convertir-se en cineasta, sense saber els temps punyents que l'esperen.

## Repartiment
- Bhavin Rabari com Samay
- Bhavesh Shrimali com Fazal, projeccionista
- Richa Meena com a Baa, la mare d'en Samay
- Dipen Raval com a Bapuji, el pare d'en Samay
- Paresh Mehta com a director del cinema
- Vikas Bata com a Nano
- Rahul Koli com a Manu
- Shoban Makwa com a Badshah
- Kishan Parmar com a ST
- Vijay Mer com a Tiku
- Alpesh Tank com el Sr. Dave, professor
- Tia Sebastien com a Leela Mila
- Jasmin Joshi com a Rathor

## Producció
La pel·lícula és semiautobiogràfica, ja que Nalin va néixer i es va criar al poble d'Adtala a Saurashtra. Sis nois del poble de les comunitats locals de la regió van formar par del repartiment. La pel·lícula es va rodar a pobles i estacions de tren de Saurashtra. També va dur antigues pel·lícules hindi de cel·luloide i un tècnic per fer funcionar projectors. El repartiment està format majoritàriament per actors infantils. Dilip Shankar, amic i director de càsting de Nalin, va ajudar-lo a trobar els actors infantils. La pel·lícula es va rodar el març del 2020, just abans del bloqueig de la pandèmia de la COVID-19 a l'Índia. La postproducció es va completar durant la pandèmia. La pel·lícula està produïda per Jugaad Motion Pictures de Dheer Momaya, Monsoon Films de Nalin i Stranger88 de Marc Duale en coproducció amb Virginie Lacombe de Virginie Films i Eric Dupont d'Incognito Films.
La pel·lícula se centra en l'esperança i la innocència. També destaca la cultura final del cinema de pantalla única i les pel·lícules de cel·luloide de 35 mm a l'Índia.